# بوکور-سور-الانسر
بوکور-سور-الانسر (به فرانسوی: Beaucourt-sur-l'Ancre) یک کمون (فرانسه) در فرانسه است که در سم (فرانسه) واقع شده‌است. بوکور-سور-الانسر ۳٫۵۱ کیلومتر مربع مساحت دارد ۷۷ متر بالاتر از سطح دریا واقع شده‌است.